# 콧노래
콧노래 또는 허밍(humming)은 입을 다물고 말 없는 소리를 내면서 그 소리가 코에서 나오도록 만들어 내는 소리이다. 흥얼거리는 것은 종종 멜로디와 함께 그런 소리를 내는 것이다.
콧노래에는 특정한 음색(또는 음질)이 있으며 일반적으로 단조롭거나 약간씩 다른 음색이 있다. 전자레인지와 같이 작동 중인 기계에서 발생하는 소리나 비행 중인 곤충에서 발생하는 소리와 같이 인간의 노래에서 발생하지 않는 다른 유사한 소리도 윙윙거리는 소리가 있다. 콧노래의 영단어 허밍은 벌새의 영단어 허밍버드(hummingbird)와 관련이 있는데, 이는 벌새는 새가 날아갈 때 내는 소리가 윙윙거리는 소리와 비슷하다고 해서 붙여진 이름이다.

## 기계
인간이 내는 콧노래는 호흡할 때 머리와 목구멍의 여러 통로에서 공기가 공명하여 만들어진다. 벌새가 만들어내는 '윙윙거리는 소리'는 공명에 의해서도 생성된다. 이 경우에는 비행 동작, 특히 공중 정지 동작에서 날개에 대한 공기 저항에 의해 생성된다.

## 같이 보기
- 카주